# Porsche Werkzeugbau
Porsche Werkzeugbau ist ein Umform- und Schneidwerkzeughersteller in Schwarzenberg im Erzgebirge. Aus einem Schlossereibetrieb entstand ein bedeutendes Unternehmen, die Erzgebirgische Schnittwerkzeug-und Maschinenbau-Fabrik, ESEM. Bereits Ende der 1930er Jahre stellte das Werk Umformwerkzeuge für die Herstellung der Karosserie des Volkswagens her. Heute produziert Porsche Werkzeugbau Umform- und Schneidwerkzeuge für Metallwerkstoffe zur Herstellung großen, unregelmäßigen Blechformteilen. Die Werkzeuge finden Verwendung in Einzelpressen, automatisierten Pressenlinien und Großraumtransferpressen.

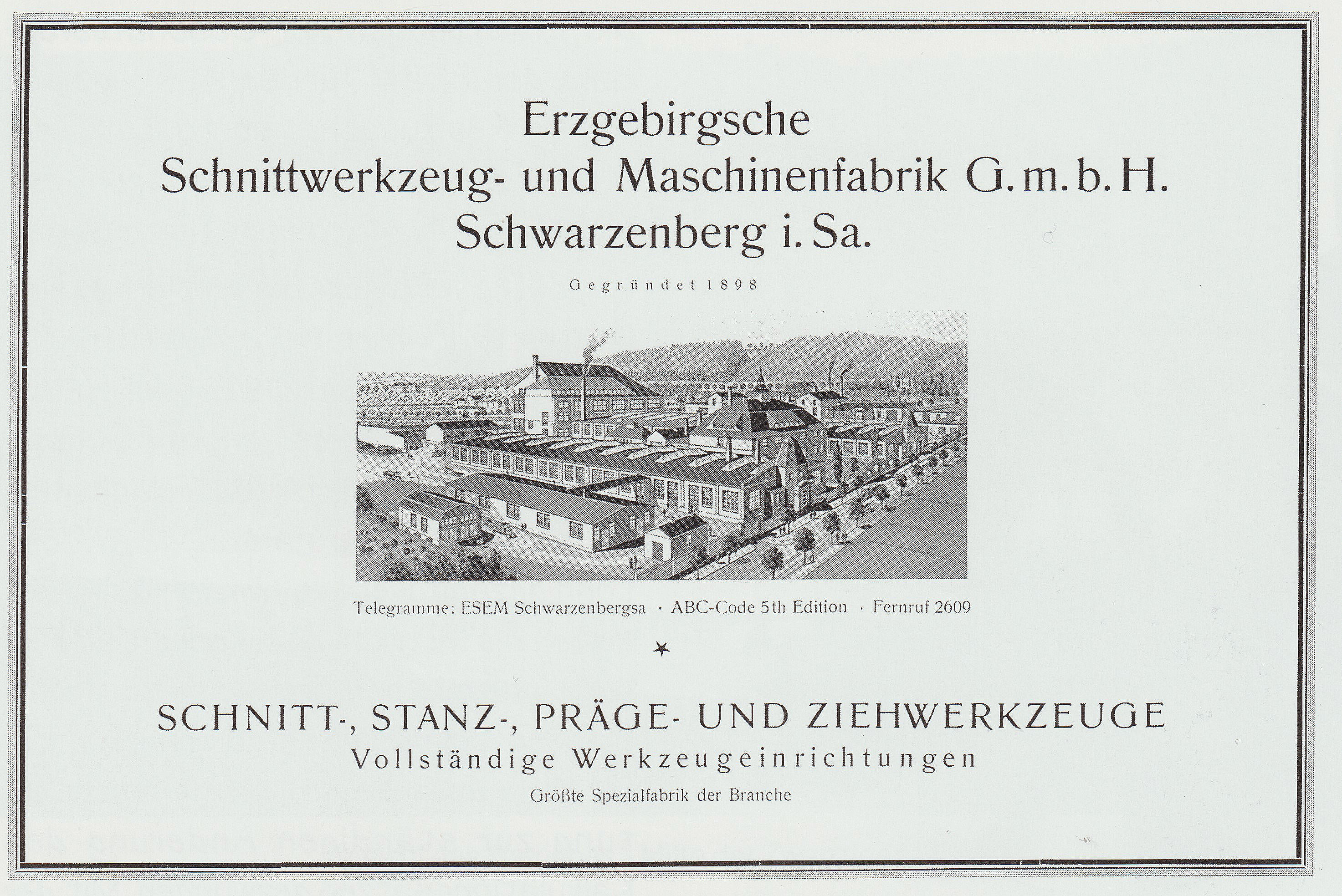
Firmenanzeige von 1912 Branchenverzeichnis

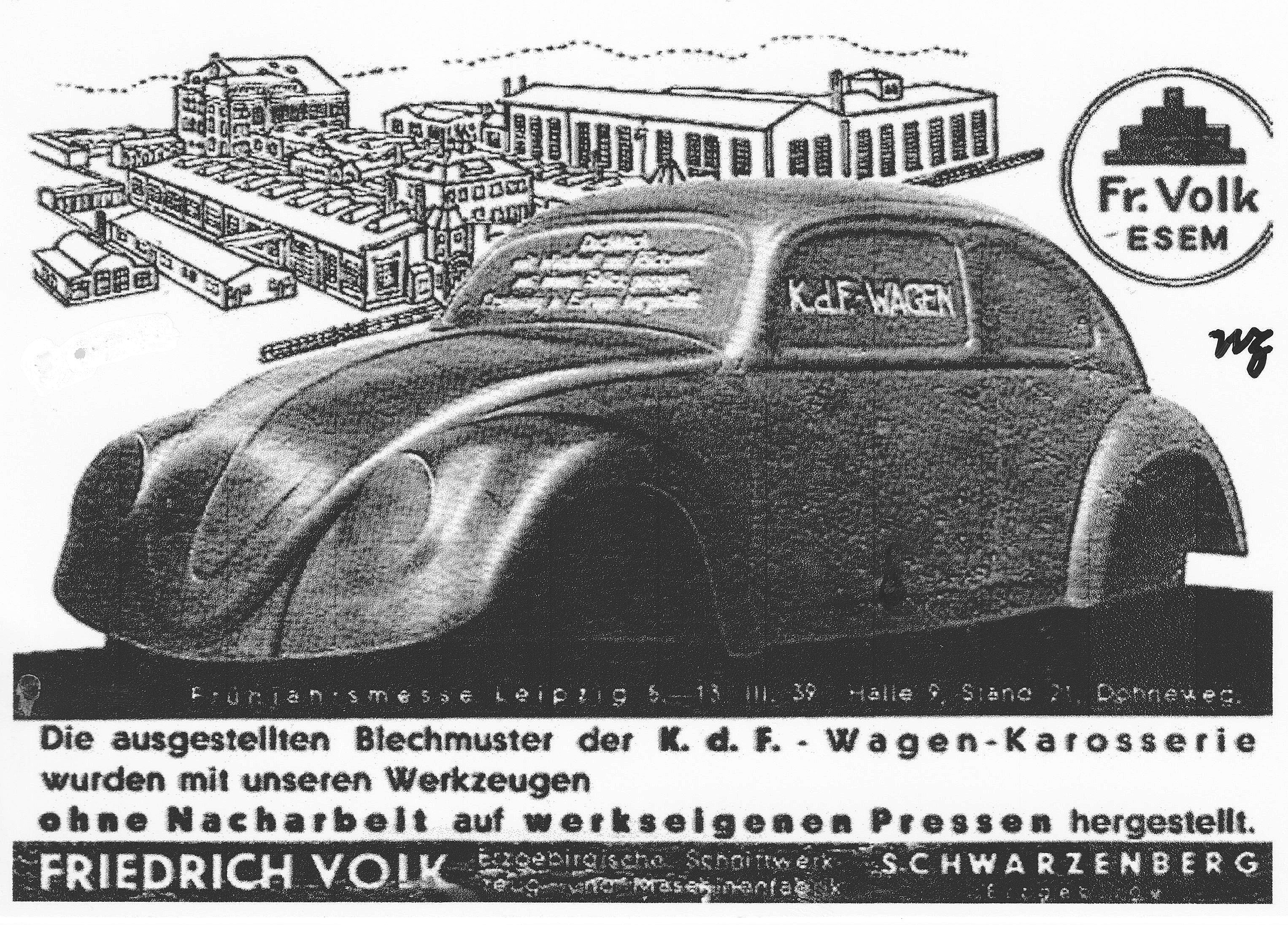
Messekatalog vom 4. März 1939

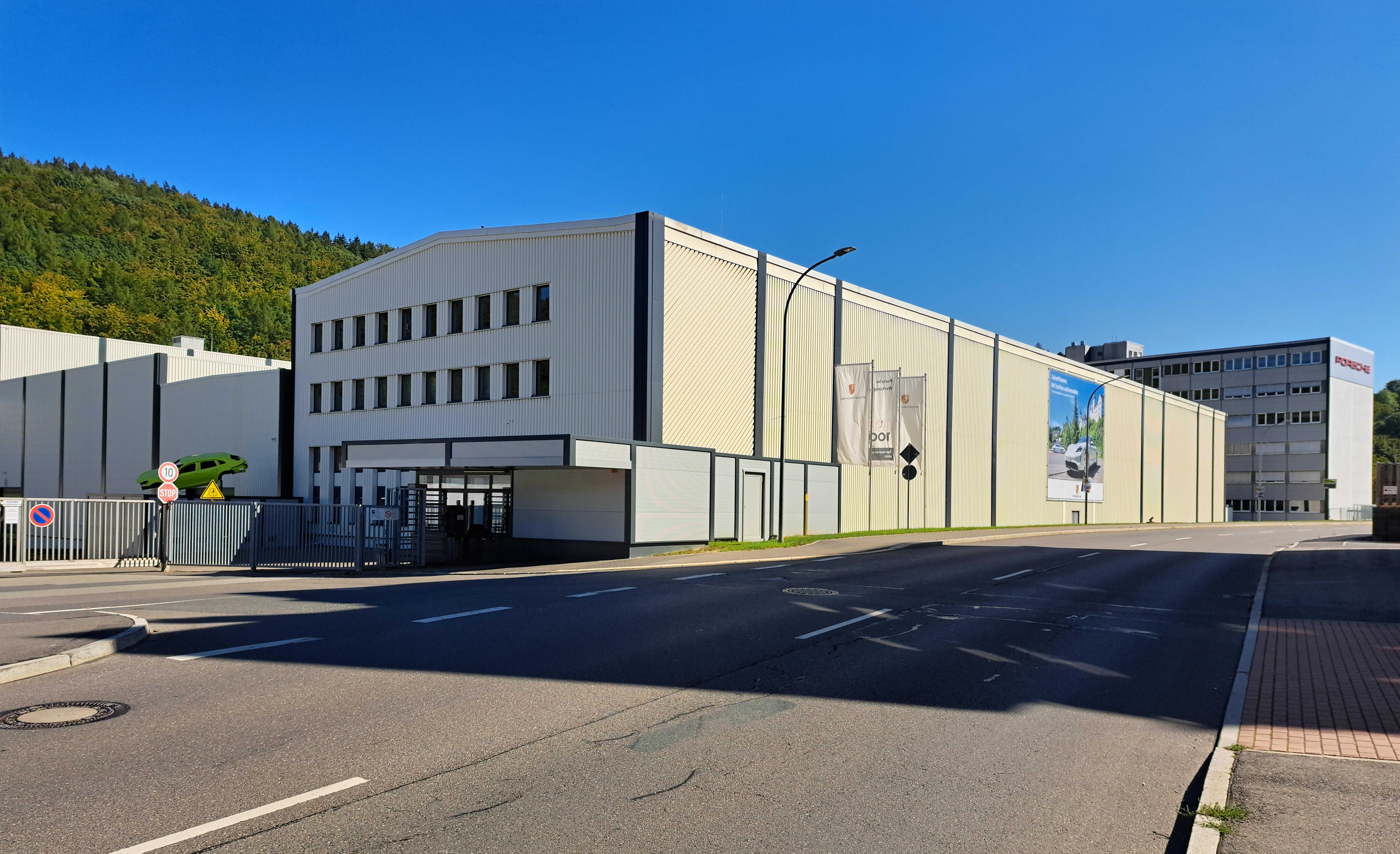
Ansicht von der B101

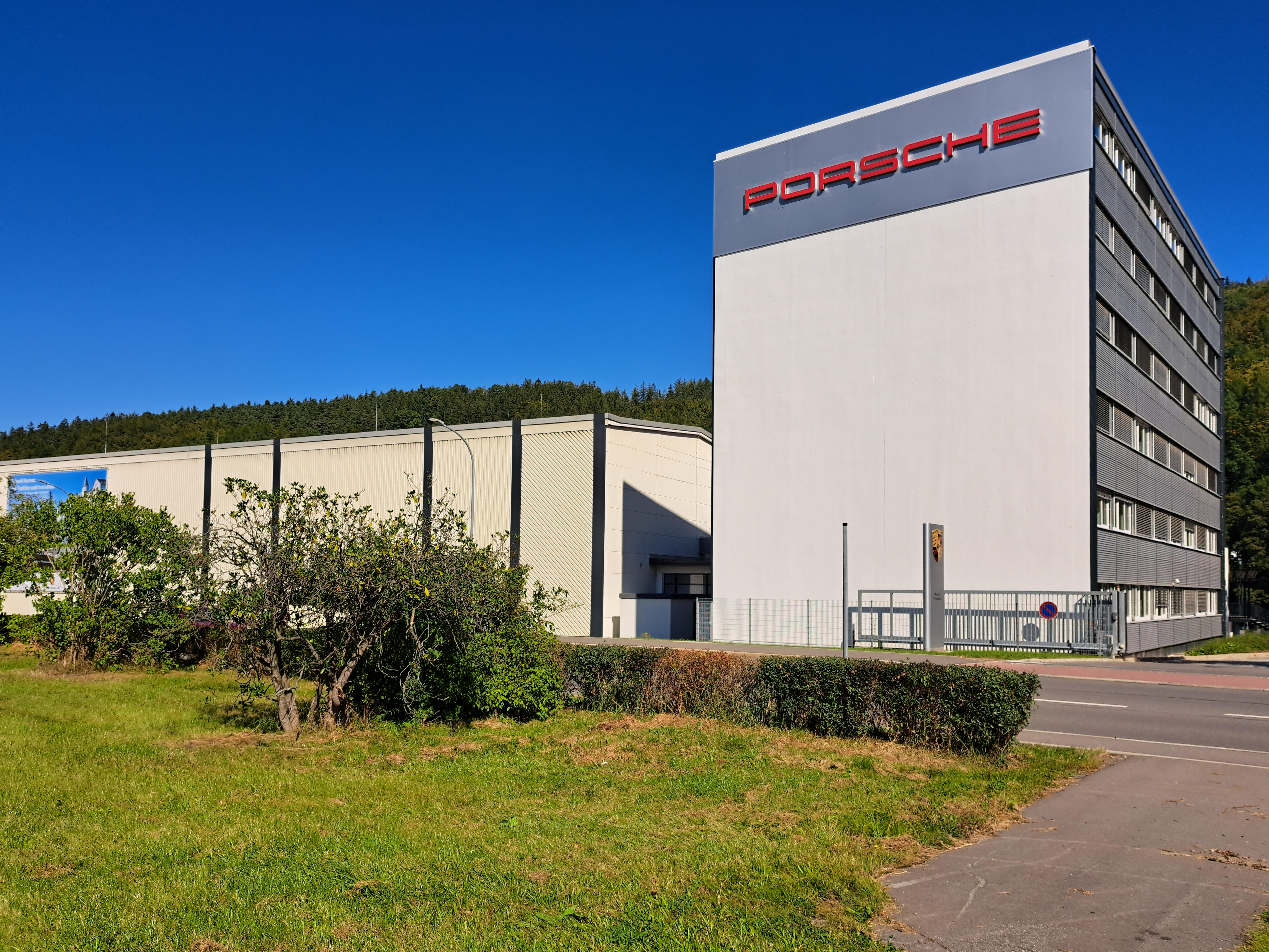
Ansicht Verwaltungsgebäude

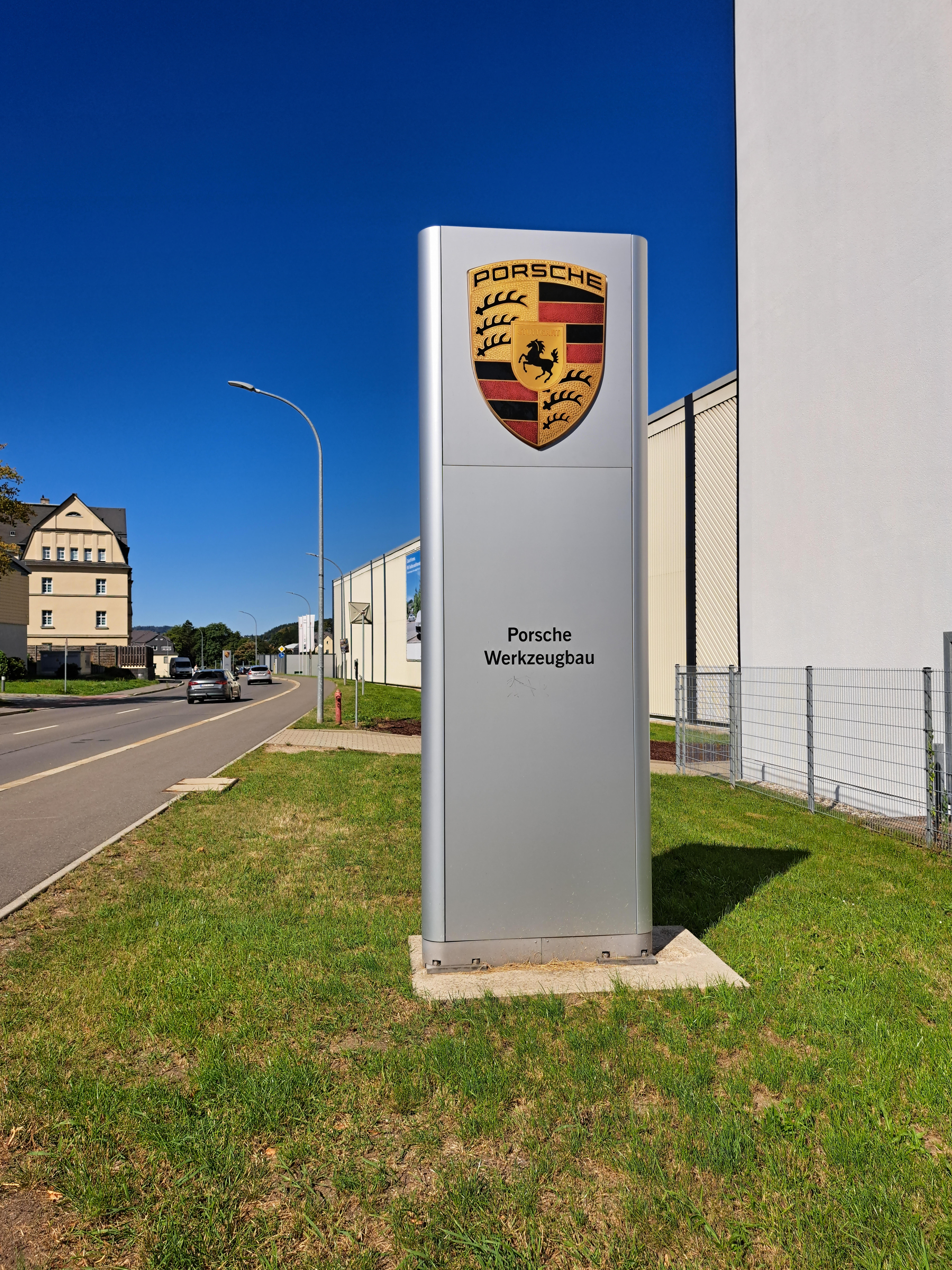
Werksansicht von der B101

## Vorgeschichte
Das Erzgebirge hat eine Tradition im Eisenerzbergbau und ist auch die älteste Form der örtlichen Bergbautätigkeit in Sachsen durch die beiden großen Vorkommen von Eisenerz in Sachsen, einmal im Tal der Weißeritz und andermal in den Talregionen um Schwarzenberg. Mit den zusätzlichen Funden von Silber und Zinn verstärkte sich der Bedarf an Eisen und es entwickelte sich eine schnelle Verbreitung an Eisenerzschächten und Hammerwerken. In den Hammerwerken wurden die Erzbrockenschlacke so lange bearbeitet, bis das reine Eisen übrig blieb. Das älteste Hammerwerk aus dem Jahre 1380 war der Erlahammer und der älteste noch funktionierende Hammer steht in Frohnau. Aus dem gewonnenen Eisen wurden unter anderem Stäbe und Bleche geschmiedet. Der Bergbau benötigte eine Vielzahl von Eisenerzeugnissen. Im Laufe der Entwicklung entstanden auch Walzereien zur Herstellung von Blechen. Durch die Anwendung des Verzinnens entwickelte sich im Erzgebirge die Herstellung von Weißblech und somit die Umformtechnik. Dadurch war man in der Lage ab dem Jahre 1710 die ersten Formen für zum Beispiel die Löffelherstellung zu verwenden. Die Produkte wurden durch verschiedenen Methoden veredelt (Neusilber) und konnten in immer größerer Stückzahl gefertigt werden. Mit dem Aufkommen der Dampfmaschinen wurde das Ende der handgeschmiedeten Erzeugnisse eingeleitet. Nun übernahmen dampfgetriebene Maschinen die Blechbearbeitung. Dabei wurde im Emallierbetrieb in Lauter im Jahre 1880 das erste Kochgeschirr aus einem Einzelstück gefertigt. Überall entstanden neue Werke und Fabriken zur Verarbeitung und Veredlung der Eisenrohprodukte. Noch heute zeugen Namen vom industriellen Aufschwung in der Erzgebirgsregion.

## Beginn als Schlossereibetrieb
Mit immer stärkerer Nachfrage nach Blecherzeugnissen erhöhte sich der Bedarf an Werkzeugen und Maschinen zur Blechumformung. Diesen Umstand nutzte der aus Aue stammende Graveur Julius Otto Keltzsch am 15. April 1898 und beantragte beim Gemeinderat eine Gewerbeerlaubnis für einen Schlossereibetrieb. Dem wurde stattgegeben und somit richtete sich Keltzsch die Rote Mühle in Sachsenfeld als Werkstatt mit fünf Mitarbeitern ein. Hauptauftraggeber waren die Emaillierwerke in Neuwelt und Schwarzenberg. Am 14. Januar 1898 erwarben Max Wutzler und Teilhaber Wenzel Zenker die Werkstatt. Die Enge der kleinen Werkstatt verlangte eine Vergrößerung, dazu erwarb man eine stillgelegte Löffelfabrik in Sachsenfeld.

## Erzgebirgische Schnittwerkzeug- und Maschinenfabrik GmbH Schwarzenberg, ESEM
Der Umzug von Beierfeld in die neuen Hallen in Schwarzenberg erfolgte am 2. Oktober 1907. In der Firma arbeiteten inzwischen 30 Mitarbeiter. Ab dem 7. Mai 1908 nannte sich die Firma Erzgebirgische Schnittwerkzeug- und Maschinenfabrik GmbH Schwarzenberg, kurz ESEM. Die Gesellschafter waren Max Wutzler, Karl Goßweiler, Rudolf Häcker und Richard Stemmler. Im gleichen Jahr zog ESEM an den heutigen Standort in der Schwarzenberger Neustadt um, dort war genügend Platz für einen Neubau. Ebenfalls 1908 wurde eine Arbeitsordnung erlassen und ein Arbeiterausschuss gegründet sowie eine ESEM-Betriebsberufsschule eröffnet. Seit dem 1. Januar 1904 nennt sich die Firma Erzgebirgische Schnitt-und Stanzenfabrik Wutzler & Goßweiler. Im Jahr 1906 hatte das Unternehmen, welches nun seit dem 1. April 1906 eine GmbH war. Aus dem Arbeiterausschuss entstand im Jahr 1921 der erste Betriebsrat. Im Jahr 1922 stellte die ESEM zum ersten Mal auf der Leipziger Messe ihre Erzeugnisse aus. Im Jahr 1927 begann mit einer vollautomatischen Kopierfräsmaschine die Modernisierung. Damit konnten dreidimensionale komplizierte Formen, von zum Beispiel Karosserieteilen, von einem Modell im Fühlerabtastverfahren hergestellt werden. Somit begann die zuverlässige Fertigung von Karosserieteilen für die Autoindustrie. Es wurden weitere Maschinen angeschafft, wie eine Breitziehpresse, Senkrechtstoßmaschine, diverse Bohrwerke, Kurbelpresse und eine Tuschlerpresse. Fast alle deutschen Automobilhersteller, wie Audi, Opel, Horch, DKW, Steyer und Brennabor, MAN, Wanderer und Mercedes-Benz waren nun Kunden. Im Jahr 1934 zur Deutschen Automobilausstellung in Berlin nahm auch wiederum die ESEM mit ihren Erzeugnissen teil. Hier kam auch der erste Kontakt mit dem Fahrzeugkonstrukteur Ferdinand Porsche zustande. Der von Porsche entwickelte Volkswagen wurde nun in Schwarzenberg verwirklicht. Im Jahr 1937 wurde Friedrich Volk aus Frankfurt am Main neuer Geschäftsführer und der neue Betriebsname lautet Friedrich Volk Erzgebirgische Schnittwerkzeug- und Maschinenfabrik/Schwarzenberg. Bereits ein Jahr später begann auch die Fertigung für den deutschen Automobilhersteller Volkswagen. Erstmals im Deutschen Automobilbau wurde aus einem Stück das Dach mit Heckfenster und Windlauf gezogen. Die Umformwerkzeugmaschinen entwickelten die Schwarzenberger Ingenieure unter Anleitung von Kurt Weigel. Mit Ausbruchs des Zweiten Weltkrieges wurde die Produktion eingeschränkt und auch Rüstungsgüter (Torpedohülsen) hergestellt. Schließlich kam es im April 1945 infolge von Elektrizitätsmangels zum Zusammenbruch.

## VEB Formenbau Schwarzenberg
Erst am 25. Juni 1945 erreichten die Rote Armee Schwarzenberg. Der Eigentümer Friedrich Volk floh in Richtung Westen und wurde allerdings zurückgewiesen, er lebte eine Zeit in Meerane und später in Frankfurt am Main. Am 1. August begannen die Demontagearbeiten im Werk. Von Reparationsforderungen betroffen waren alle einsatzfähigen Werkzeugmaschinen und sämtliche Lagerbestände an Material, vorgefertigte und fertige Erzeugnisse. Im Dezember richtete sowjetische Konstrukteure ein Büro in den leeren Hallen ein. Aus den umliegenden zerstörten Werken erhielt die ESEM beschädigte und schwer zerstörte Maschinen, welche in mühevolle Arbeit wieder hergerichtet wurden. Langsam konnten kleinere Werkzeuge (Schaufeln, Scharniere usw.) wieder produziert werden. Willy Irmisch wurde von den Sowjets als Treuhänder eingesetzt. Und dieser beauftragte den Werkzeugmacher Kurt Sterzel am 1. Januar 1946 mit der Leitung des Unternehmens. Am 30. Juni 1946 wurde die ESEM auf Beschluss des Volksentscheides enteignet. Der neue Firmenname lautete fortan VEB WMW ESEM – Erzgebirgische Schnittwerkzeuge-und Maschinenfabrik Schwarzenberg/Erzgebirge. Das Ende des sowjetischen Ingenieurbüros erfolgte Ende Oktober 1947. Im Jahr 1948, am 1. Juli endete die Kontrollfunktion der Sowjetischen Kontrollkommission. Am 1. Juli 1952 wurde das Werk in VEB Formenbau Schwarzenberg umbenannt. Im Jahr 1957 entstand eine neue Werkhalle, der spätere Fertigungsbereich III. Ab dem Jahr 1960 fanden die Versuche mit Kleben und Ausgießen mit Epoxidharz statt. Bis zum Jahr 1970 fertigte der Betrieb Werkzeuge für die Fahrzeugtypen Trabant, MZ und Wartburg und weitere. Ab Mitte der 60er Jahre produzierte der Betrieb für die neu erbauten Škoda-Werke in Mladá Boleslav wie auch für die Moskwitsch-Werke in der Sowjetunion. Am 1. Januar 1970 fand die Eingliederung in das Kombinat Umformtechnik Erfurt statt. Im Jahr 1974 baute man eine neue größere Werkhalle und somit konnten Umformwerkzeuge mit größeren Dimensionen gefertigt werden. Im Jahr 1978 erreichte man das Qualitätssiegel Q für Stufenpressenwerkzeuge und Zieh- und Querwalzwerkzeuge. In den Jahren 1980 und 82 erzielte man das Qualitätssiegel Q für Biege- und Schneidewerkzeuge.

## KUKA Werkzeugbau GmbH
Nach dem Ende der Planwirtschaft der Deutsche Demokratische Republik wurde der Betrieb in einer Privatisierung zu einer Kapitalgesellschaft (GmbH) umgewandelt. Der neue Betriebsname war Formenbau GmbH Schwarzenberg/Erzgebirge. Mit der Treuhandanstalt wurde nun Ausschau nach einem privaten Investor gehalten. Von den Interessenten übernahm am 1. Januar 1993 schließlich die KUKA AG Augsburg das Unternehmen. Beim Kauf der Werke wurden durch die Firma KUKA AG Augsburg eine Kaufverpflichtung eingegangen. Diese bestand aus einer Arbeitsplatzgarantie für 350 Mitarbeiter, einer Übernahme von 400 Mitarbeitern und einer Investition von 500 Millionen DM. Die Entwicklung zeigt, dass alle Zusagen infolge der Umstrukturierung überboten wurden. Der neue Name des Schwarzenberger Betriebes lautet nun ab dem 7. Juni 1993 KUKA Werkzeugbau GmbH. Eine der ersten Maßnahme waren der Abriss der alten Hallen damit neue gebaut werden konnten. Diese wurden dann durch Anschaffung von Schweißanlagen und Roboter für die Fertigung von Automobilteilen ausgestattet. Mit modernen Maschinen konnten komplizierte Blechteile erzeugt werden und sich somit der internationalen Konkurrenz behaupten. Folgeerscheinung war die Auszeichnung von VW-Wolfsburg die Lieferanten-Auszeichnung Value To The Costumer Award des Volkswagenkonzerns im Jahr 1995. Unter Einbindung der im Jahr 1975 gebauten Halle an der Bundesstraße B 101 wurde eine neue Fabrikanlage und das Verwaltungsgebäude gebaut. Der feierliche Spatenstich erfolgte am 12. Juni 1994. So entstanden:
- Halle 1          Mechanische Bearbeitung (Halle wurde umgebaut)
- Halle 2 und 3    Werkzeugmontage
- Halle 4          Tryout

Die feierliche Einweihung der neuen Produktionsstätten in Anwesenheit des Sächsischen Ministerpräsidenten Kurt Biedenkopf fand am 20. August 1996 statt. Damit erweiterte sich die Werksfläche auf 13.320 m². Im Jahr 1995 erfüllte das Werk die Kriterien der DIN EN ISO 9001:1994 und konnte sofort das TÜV Zertifikat das Freistaates Sachsen erreichen, wie auch die nachfolgenden jährlichen Wiederholungsprüfungen. Hauptauftragsgeber waren für die Automobilindustrie unter anderen Mercedes, Opel, Renault, Volkswagen, Škoda, Citroën, Seat, Audi, BMW und Ford. Mit einem weiteren Erweiterungsbau im Jahr 1999, der Werkhalle 5, vergrößerte sich die Werksfläche auf 16.620 m².

## Porsche Werkzeugbau GmbH
Am 3. August 2015 erfolgte die Übernahme des Werkes von der Dr. Ing. h.c. F. Porsche AG, das seitdem als Porsche Werkzeugbau GmbH in Schwarzenberg firmiert. Zu den Standardangeboten gehören nun Engineering-Leistungen, Werkzeugkonstruktion, mechanische Bearbeitung, Vermietung von Tryout-Pressen oder Unterstützung in der Werkzeugfertigung, von Montage bis Tryout Pressen für die Werkzeugeinarbeitung, die Planung und Entwicklung von Presswerkzeugen sowie Anlagenautomatisierungen, Entwicklung und Herstellung von Umformwerkzeugen sowie Leistungen im Simultaneous Engineering und Consulting Services im Werkzeugbau, dass das Managementsystem die Forderungen des folgenden Regelwerks erfüllt. Für die eigene Automobilherstellung von Porsche werden sämtliche Werkzeuge für Karosserieteile in Schwarzenberg gefertigt. Weitere Automobilhersteller wie Audi, Bentley, Volkswagen, Lamborghini oder Volvo gehören zu den Stammkunden. In den folgenden Jahren investierte Porsche in Schwarzenberg. Es wurde unter anderem in eine neue Presse investiert sowie zwei neue Fertigungshallen an den bestehenden Hallen angebaut. Am 5. Juli 2017 wurde im Porsche Werkzeugbau eine Servopresse in Betrieb genommen, die zehn Meter hoch ist und 300 Tonnen schwer ist. Mit einer Presskraft von 2500 Tonnen kommt sie bei der Inbetriebnahme der Werkzeuge zum Einsatz, mit denen dann die charakteristisch geschwungenen Karosserieteile der Porsche Sportwagen geformt werden können. Somit erstreckt sich der Fertigungsbereich auf nunmehr sieben Hallen. Die Porsche Werkzeugbau GmbH erhielt im Jahr 2018 die Baugenehmigung für einen weiteren millionenschweren Neubau auf dem Firmengelände in Schwarzenberg. Der Porsche Werkzeugbau investierte in den ersten 4 Jahren nach der Gewerbeansiedlung 2015 in Schwarzenberg rund 40 Millionen Euro an diesem Standort. Dazu gehören neben der bereits eingeweihten Servopresse im Tryout, neue Fräsmaschinen, zwei neue Hallenschiffe sowie die generelle Modernisierung aller Arbeitsbereiche am Standort. Im Jahr 2023 fand eine Jubiläumsveranstaltung 125 Jahre Werkzeugbau in Schwarzenberg im Erzgebirge mit einem Familienfest und Werksbesichtigung statt.